# Mali Požarevac
Mali Požarevac (cyr. Мали Пожаревац) – wieś w Serbii, w mieście Belgrad, w gminie miejskiej Sopot. W 2011 roku liczyła 1391 mieszkańców.